# Printfox
Printfox ist eine von Hans Haberl programmierte Textverarbeitung, die 1986 von der Firma Scanntronik für den Heimcomputer Commodore 64 veröffentlicht wurde.

## Funktionsumfang
Printfox kann bedingt durch die geringen Speicherkapazitäten des Commodore 64 nur jeweils eine DIN-A4-Seite im Speicher halten. Die Textverarbeitung des Programms orientiert sich in ihrem Funktionsumfang am damals gängigen Programm Vizawrite.
Neben Texten kann Printfox auch Bilder verarbeiten. Zusammen mit einem grafikfähigen Drucker können unterschiedlichste Zeichensätze verwendet werden, die auf den gängigen Druckern dieser Zeit nicht zur Verfügung standen. Auch der Text kann vergleichsweise frei formatiert werden. Durch Zusatzdisketten kann man das Programm mit weiteren Zeichensätzen und Funktionen erweitern. Printfox ist in den Sprachen Deutsch, Polnisch und Tschechisch verfügbar.

## Entwicklungsgeschichte
Der Programmierer Hans Haberl hatte zuvor bereits die Grafiksoftware Hi-Eddi für den Commodore 64 veröffentlicht.
Der Nachfolger Pagefox besitzt einen weitaus größeren Funktionsumfang und wurde nur noch als Steckmodul mit integrierter Speichererweiterung vertrieben.

## Rezeption
Das Spielemagazin Happy Computer lobte den Funktionsumfang, die Flexibilität und die Druckqualität des Programms. Kritisiert wurde die komplizierte Textformatierung und die geringe Anzahl mitgelieferter Grafiken.